# Ragtime

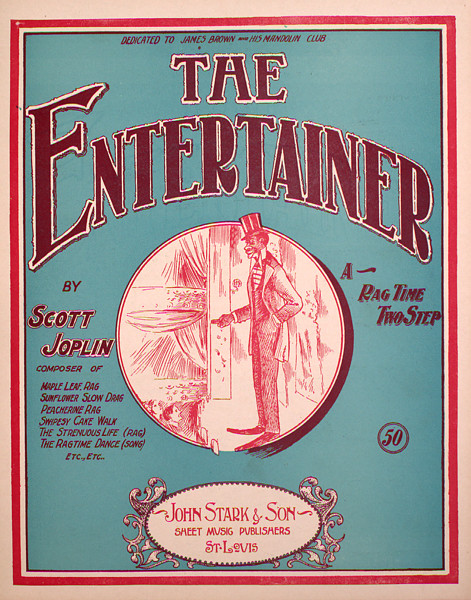
Joplins "The Entertainer (A Ragtime Two Step)" från 1902.

Ragtime (uttal: /'rægtajm/) är en musikgenre som uppstod i USA i slutet på 1800-talet och hade sin storhetstid mellan 1897 och 1918. Den räknas som föregångare till jazz.

## Stil och historia
En ragtime är ett starkt synkoperat musikstycke, vanligen i 2/4-takt och kan vara rent instrumental – vanligen för piano eller orkester – eller ha formen av en sång med ackompanjemang.
Bland kända ragtimekompositörer av instrumentalstycken märks Scott Joplin, James Scott, Joseph Lamb, Tom Turpin, Percy Wenrich, George Botsford, Charles L. Johnson, Henry Lodge, Charles Hunter, Arthur Marshall, Luckey Roberts och J. Russel Robinson.
Joplins ”Maple Leaf Rag” komponerades redan 1899 och blev stilbildande för senare kompositörer.
Dåtidens ragtimeorkestrar bestod normalt av flöjt eller piccolaflöjt, en eller två klarinetter, en eller två kornetter, trombon, trummor, piano, två violiner, viola, cello och kontrabas. Orkesterarrangemangen gjordes oftast av andra än kompositören. De mest kända arrangörerna av ragtimemusik var Jens Bodewalt Lampe, Harry L.Alford och William Schulz.
Mest framgångsrika som kompositörer av ragtimesånger var Irving Berlin och Percy Wenrich.
Ragtimepianostilen transformerades från 1914 successivt till så kallat stridepiano av pianister såsom James P. Johnson, Jelly Roll Morton och Fats Waller, samtidigt som ragtimeorkestermusiken transformerades till jazz. Skillnaden mellan ragtime och tidig jazz bestod främst i att ragtime spelades som den var skriven medan jazz i allt högre utsträckning bestod av improviserade partier.
Ragtime har aldrig helt tappat sin popularitet. Än i dag spelas de gamla klassikerna och fortfarande komponeras ny ragtimemusik.